# The Top 100 Historical Persons
The Top 100 Historical Persons (超大型歴史アカデミー史上初1億3000万人が選ぶニッポン人が好きな偉人ベスト100発表) é um programa de televisão japonês do gênero jornalístico exibido pela Nippon Television em 2006. O programa é baseado no programa britânico 100 Greatest Britons da emissora BBC que também colabora na produção do programa.

## Lista
Abaixo estão as cem personalidades escolhidas:
1. Oda Nobunaga
2. Sakamoto Ryoma
3. Thomas Edison
4. Hideyoshi Toyotomi
5. Matsushita Konosuke
6. Tokugawa Ieyasu
7. Noguchi Hideyo
8. Mother Teresa
9. Helen Keller
10. Hijikata Toshizo
11. Saigo Takamori
12. Princess Diana
13. Albert Einstein
14. Misora Hibari
15. Fukuzawa Yukichi
16. Anne Frank
17. Florence Nightingale
18. Yoshida Shigeru
19. Walt Disney
20. Ludwig van Beethoven
21. Minamoto Yoshitsune
22. Ayrton Senna
23. Leonardo da Vinci
24. Tezuka Osamu
25. Napoleão Bonaparte
26. Prince Shotoku
27. John Lennon
28. Zhuge Liang
29. Miyamoto Musashi
30. Ozaki Yutaka
31. Audrey Hepburn
32. Mahatma Gandhi
33. Soseki Natsume
34. Takasugi Shinsaku
35. Murasaki Shikibu
36. Wolfgang Amadeus Mozart
37. Yamamoto Isoroku
38. Miyazawa Kenji
39. John F. Kennedy
40. Ninomiya Sontoku
41. Kondo Isami
42. Okubo Toshimichi
43. Takeda Shingen
44. Himiko
45. Ino Tadataka
46. Ishihara Yujiro
47. Sen no Rikyu
48. Charlie Chaplin
49. Sugihara Chiune
50. Date Masamune
51. Tanaka Giichi
52. Bruce Lee
53. Okita Souji
54. Matsuda Yusaku
55. Marie-Antoinette
56. Oishi Kuranosuke
57. Ikariya Chosuke
58. Wright Brothers
59. Katsu Kaishu
60. Martin Luther King Jr.
61. Yoshida Shoin
62. Jesus Cristo
63. Kurosawa Akira
64. Uesugi Kenshin
65. Marie Curie
66. Sato Eisaku
67. Sanada Yukimura
68. Cao Cao
69. Kato Daijiro
70. Cleopatra
71. Tokugawa Mitsukuni
72. Elvis Presley
73. Ogi Akira
74. Togo Heihachiro
75. Christopher Columbus
76. Ito Hirobumi
77. Pablo Picasso
78. Marco Polo
79. Albert Schweitzer
80. Yosano Akiko
81. Andy Hug
82. Tsuburaya Eiji
83. Joan of Arc
84. Honda Minako
85. Uemura Naomi
86. Sugita Genpaku
87. Confucius
88. Jean Henri Casimir Fabre
89. Natsume Masako
90. Ferdinand Magellan
91. Honda Soichiro
92. Anne Sullivan
93. Shohei "Giant" Baba
94. Abraham Lincoln
95. Dazai Osamu
96. Frédéric Chopin
97. Ikkyu
98. Akechi Mitsuhide
99. Isaac Newton
100. Matsuo Basho